# Царегородский, Алексей Андрианович
Алексе́й Андриа́нович Царегоро́дский (3 марта 1918, Ильинка, Воронежская губерния — 7 июля 1995, Заброденское, Воронежская область) — штурман эскадрильи 96-го гвардейского бомбардировочного авиационного полка 301-й бомбардировочной авиационной дивизии 3-го бомбардировочного авиационного корпуса 16-й воздушной армии 1-го Белорусского фронта, гвардии капитан. Герой Советского Союза.

## Биография
Родился 3 марта 1918 года в селе Ильинка (ныне — Калачеевского района Воронежской области) в семье крестьянина. Русский. Член ВКП(б)/КПСС с 1939 года. Окончил педагогическое училище. Работал заведующим Подгорянской начальной школы в Калачеевском районе.
В Красной Армии с 1939 года. В 1940 году окончил Харьковское военно-авиационное училище штурманов.
Участник Великой Отечественной войны с июня 1941 года. Сражался на Юго-Западном, Сталинградском, Донском, Центральном и 1-м Белорусском фронтах.
Штурман эскадрильи 96-го гвардейского бомбардировочного авиационного полка гвардии капитан Алексей Царегородский к марту 1945 года совершил 176 боевых вылетов на разведку и бомбардировку укреплений, аэродромов и войск противника.
Указом Президиума Верховного Совета СССР от 15 мая 1946 года за образцовое выполнение боевых заданий командования на фронте борьбы с немецко-фашистскими захватчиками и проявленные при этом мужество и героизм гвардии капитану Алексею Андриановичу Царегородскому присвоено звание Героя Советского Союза с вручением ордена Ленина и медали «Золотая Звезда».
С 1947 года А. А. Царегородский — в запасе. Жил в селе Заброденское Калачеевского района. Работал директором Ильинской школы. Скончался 7 июля 1995 года. Похоронен в селе Заброденское.
Награждён орденом Ленина, двумя орденами Красного Знамени, двумя орденами Отечественной войны 1-й степени, орденом Красной Звезды, медалями.
В городе Калач отважному штурману установлен барельеф. Имя Героя носила пионерская дружина школы в родном селе.